# 圣但尼德加斯蒂讷
圣但尼德加斯蒂讷（法語：Saint-Denis-de-Gastines，法語發音：[sɛ̃ dəni də ɡastin]）是法国马耶讷省的一个市镇，位于该省西北部，属于马耶讷区。

## 地理
圣但尼德加斯蒂讷（48°20'31"N, 0°51'27"W）面积48.01 平方千米，位于法国卢瓦尔河地区大区马耶讷省，该省份为法国西北部内陆省份，北起芒什省和奧恩省，西接伊勒-维莱讷省，南至曼恩-卢瓦尔省，东临萨尔特省。
与圣但尼德加斯蒂讷接壤的市镇（或旧市镇、城区）包括：布勒塞、卡雷勒、科尔蒙河畔沙蒂永、科隆比耶迪普莱西、埃尔内、拉尔尚、蒙托丹、蒙特奈、沃托尔特。

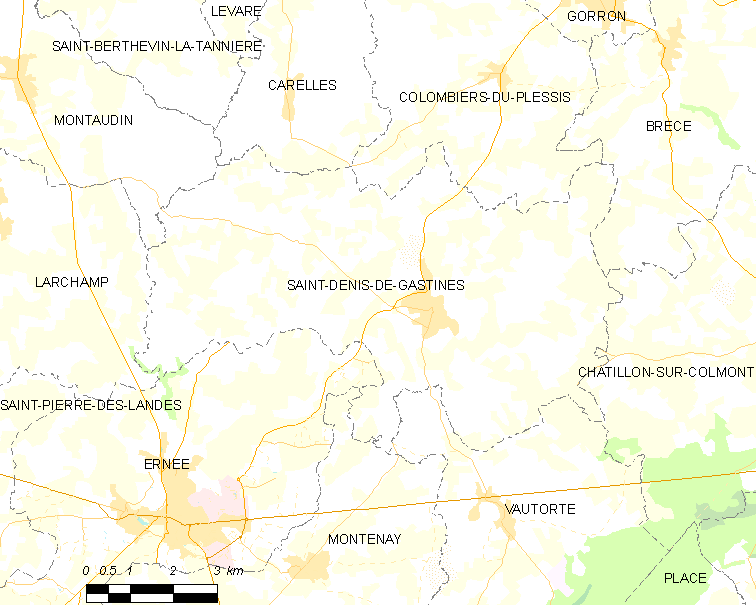
圣但尼德加斯蒂讷的OSM定位图

圣但尼德加斯蒂讷的时区为UTC+01:00、UTC+02:00（夏令时）。

## 行政
圣但尼德加斯蒂讷的邮政编码为53500，INSEE市镇编码为53211。

## 政治
圣但尼德加斯蒂讷所属的省级选区为埃尔内县。

## 人口

1962-2008年间圣但尼德加斯蒂讷人口变化图示

圣但尼德加斯蒂讷于2022年1月1日时的人口数量为1440人。